# Leonid Hurwicz
Leonid (Leo) Hurwicz (Moscú, 21 de agosto de 1917-Minneapolis, 24 de junio de 2008) fue un economista y matemático estadounidense de origen polaco.
Su reconocimiento académico se debe ante todo a sus investigaciones acerca del diseño de mecanismos y en teoría de la compatibilidad de incentivos. Ambas son ampliamente utilizadas en economía, sociología y ciencias políticas como instrumentos para conseguir el diseño de instituciones que optimicen ciertos resultados dados. Hoy se utilizan los modelos que desarrolló para analizar y comprender las interacciones entre instituciones e individuos, así como para estudiar el funcionamiento de los mercados.
Hurwicz fue profesor emérito de la Universidad de Minnesota. Fue uno de los primeros economistas en reconocer el valor de la Teoría de Juegos, y había sido pionero en su aplicación. Por sus estudios sobre el mecanismo óptimo para alcanzar al mismo tiempo objetivos diferentes, como el bienestar social y ganancias privadas, fue laureado con el Premio del Banco de Suecia en Ciencias Económicas en memoria de Alfred Nobel en 2007 junto con los economistas Eric S. Maskin y Roger B. Myerson, quienes desarrollaron sus teorías en diversos campos de la Economía y de las Ciencias Políticas, en el ámbito de la política social.

## Biografía
Hurwicz nació en Moscú (Rusia) pocos meses antes de la Revolución de Octubre. Su familia, judíos provenientes de Polonia, había sido obligada a emigrar tras la Primera Guerra Mundial, pero poco después del nacimiento de Leonid volvieron a Varsovia. Hurwicz y su familia fueron perseguidos y tuvieron que escapar de Polonia en 1939 tras la invasión nazi, siendo Leonid obligado a permanecer en un campo de trabajo soviético. Al poco tiempo pudo refugiarse en Suiza, Portugal y, finalmente, en Estados Unidos en 1940 (donde posteriormente volvería a encontrarse con su familia). Hurwicz se casó con la estadounidense Evely Jensen, que trabajó como su asistente en la Universidad de Chicago en los años cuarenta, con la que tuvo cuatro hijos, Sarah, Michael, Ruth y Maxim.
Sus intereses abarcan campos tan distintos como la lingüística, la arqueología, la bioquímica y la música. Sus actividades fuera de la investigación económica incluyen estudios en meteorología, habiendo formado parte de la Comisión para el Estudio del Cambio Climático (de la Agencia Nacional de la Ciencia estadounidense). Cuando Eugene McCarthy compitió por la presidencia de Estados Unidos en 1968, Hurwicz apoyó su candidatura y participó en su campaña como delegado del Partido Demócrata de Minnesota.

## Educación e Inicios de su Carrera
Animado por su padre a estudiar Derecho, Hurwicz consiguió en 1938 su Maestría en Leyes en la Universidad de Varsovia. En las clases de economía en esta universidad descubrió su futura vocación, lo cual le llevó a estudiar en la London School of Economics con Nicolás Kaldor y Friedrich Hayek. En 1939 se trasladó a Ginebra donde cursó estudios en el Graduate Institute of International Studies, asistiendo al seminario de Ludwig von Mises. Tras marchar a los Estados Unidos, continuó estudiando en la Universidad de Chicago y en la Universidad de Harvard. Hurwicz no tenía ningún título universitario en Economía, y en 2007 señaló que "toda la economía que sé, la sé por escuchar y aprender".
En 1941 Hurwicz comenzó a trabajar como investigador asistente de Paul Samuelson en el Massachusetts Institute of Technology, y de Oskar Lange en la Universidad de Chicago. Durante la guerra, dio clases de electrónica en el Illinois Institute of Technology para el servicio de comunicaciones del ejército de los EE. UU. Entre 1942 y 1944 trabajó en la Universidad de Chicago, formando parte del Instituto de Meteorología y dando clases de estadística en el Departamento de Economía.

## Enseñanza e Investigación
Hurwicz obtuvo una Beca Guggenheim en 1945-1946. En 1946 consiguió un puesto de profesor asociado de economía en el Iowa State College. Entre enero de 1942 y junio de 1946 trabajó de investigador asociado para la Cowles Comission for Research in Economics en la Universidad de Chicago, donde conseguiría un puesto a tiempo completo como profesor visitante desde octubre de 1950 hasta enero de 1951. Allí trabajó dando clases de economía y dirigió las investigaciones de esta institución en la teoría de asignación de recursos. En esta época también trabajó como investigador en economía y estadística matemática en la Universidad de Illinois, como asesor de la RAND Corporation (a través de le Universidad de Chicago), y como asesor en materia presupuestaria para el Gobierno de los Estados Unidos. Continuó como consultor para la Cowles Comission hasta 1961.
En 1951 Walter Heller le ofreció una cátedra de economía y matemáticas en la Escuela de Administración de Empresas de la Universidad de Minnesota. En 1961 obtuvo el puesto de director de la Escuela de Estadística de esta universidad, donde también se le nombraría titular de la cátedra de economía Curtis L. Carlson en 1989.En 1955 y en 1958 fue profesor invitado en la Universidad de Stanford, y fue allí donde publicó en 1959 su influyente artículo sobre diseño de mecanismos titulado "Optimality and Informational Efficiency in Resource Allocation Processes". Hurwicz ha dado clases en numerosas universidades norteamericanas y asiáticas, entre las que se cuentan Harvard, Berkeley, el California Institute of Technology, la Universidad Nortwestern en Chicago, la Universidad de Tokio o la Universidad Renmin de China. Entre los numerosos premios que ha recibido, aparte del Premio Nobel de Economía 2007, destaca la National Medal of Science en 1990 y varios Doctorados honoris causa (como el primero que otorgó la Facultad de Economía de la Universidad Autónoma de Barcelona, en 1989).
Hurwicz se ha dedicado en sus clases universitarias a materias tan variadas como la Teoría del Bienestar, la Economía Matemática, o la Economía Pública. Estudió el análisis y comparación de sistemas y técnicas de organización económica, la economía del bienestar, la implementación (basada en la teoría de juegos) de objetivos marcados por la elección social, y el desarrollo de modelos de instituciones económicas.

## Principales Contribuciones a la Teoría Económica
Los principales intereses de Hurwicz son la Economía Matemática, la Teoría de Modelos y la Teoría de la Empresa, remontándose sus publicaciones en estos campos a una fecha tan temprana como 1944. Pero su reconocimiento internacional se debe ante todo a sus pioneras investigaciones en Teoría Económica, especialmente acerca del Diseño de Mecanismos e Instituciones. En los años cincuenta trabajó con Kenneth Arrow en programación no lineal, llegando Arrow en 1972 a ser la persona más joven en recibir el Premio del Banco de Suecia en Ciencias Económicas en memoria de Alfred Nobel.
Los economistas anteriores a Hurwicz no se dedicaban al desarrollo de modelos analíticos de las instituciones económicas. Por ello, su obra resultó especialmente útil al mostrar cómo los modelos económicos podían suministrar un marco de referencia para el análisis de sistemas (como el capitalismo o el socialismo), y cómo los incentivos que incorporaba cada sistema afectaban a los miembros de la sociedad. La Teoría del Diseño de Mecanismos intenta mostrar cuáles son los medios más eficientes para alcanzar un fin dado, tomando en cuenta los conocimientos de que disponen los distintos individuos y sus intereses egoístas, por muy escondidos que permanezcan. El diseño de mecanismos ha sido utilizado para cuestiones tan variadas como el desarrollo de modelos sobre cómo llevar a cabo las negociaciones (laborales o empresariales), para encontrar el mejor modo de diseñar sistemas de impuestos, para diseñar sistemas electorales, o para analizar el funcionamiento de las subastas.
La Teoría de la Compatibilidad de Incentivos, desarrollada por Hurwicz, cambió el modo en que los economistas piensan acerca de los resultados, explicando por qué las economías de planificación central pueden fallar y cómo los incentivos individuales pueden constituir una gran diferencia a la hora de tomar decisiones. Este concepto de compatibilidad de incentivos alude a un proceso en el que todos los participantes salen beneficiados cuando revelan de forma honesta las informaciones privadas que se les solicitan. Ha sido de especial utilidad para comprender las situaciones de información asimétrica y para diseñar mecanismos (como las stock options) que permitan compatibilizar los intereses de los propietarios y los gerentes de las empresas.

## Fallecimiento
Fue hospitalizado a mediados de junio de 2008, de una insuficiencia renal. Murió una semana después en Minneapolis, el 24 de junio.